# Frauenarzt Dr. Schäfer
Frauenarzt Dr. Schäfer ist ein deutsches Stummfilm-Melodram aus dem Jahre 1928. Unter der Regie des Ehepaars Jakob Fleck und Luise Fleck spielen Ivan Petrovich, Evelyn Holt und Hans Albers die Hauptrollen.

## Handlung
Auf einer Medizinertagung spricht sich der altehrwürdige Professor Hausen grundsätzlich gegen Schwangerschaftsabbrüche aus, die er generell als „unmoralisch“ ansieht. Sein Schüler Frauenarzt Dr. Schäfer, der Verlobte von Hausens Tochter Evelyn, sieht dies etwas anders. Er plädiert hingegen für eine Gesetzesänderung des entsprechenden Paragraphen, wodurch in bestimmt Fällen ein Eingriff möglich werden soll. Daraufhin zieht der alte Hausen seine Zustimmung zur Eheschließung Evelyns mit Schäfer zurück. Dessen Auffassungen würden, so der Alte, „nicht genügend Gewähr für das Glück seiner Tochter bieten“. Doch Schäfer nimmt, anders als Hausen es vermutet, seine ethische Berufsauffassung des Schutzes von ungeborenem Leben durchaus ernst. Als er eines Tages Lucie Walker kennen lernt, die ihn um eine Abtreibung bei ihrer Freundin, die durch Leichtsinn schwanger wurde, bittet, lehnt er dieses Ansinnen ab. Als Prof. Hausen durch einen Unfall vorübergehend nicht mehr praktizieren kann, bietet sich Dr. Schäfer als Vertretung an, wird aber schroff zurückgewiesen. Stattdessen übernimmt Dr. Greber den Job, ein monokelbehafteter, schmieriger Kollege Schäfers.
Rasch macht sich Greber an Evelyn heran. Sie ist nicht völlig abgeneigt, denn Evelyn glaubt, dass ihr Verlobter sich zuletzt auf unangemessene Weise auf Lucie Walker eingelassen hat. Eines Tages wird Dr. Schäfer zu der Bekannten Lucies gerufen, bei der er unlängst noch einen Schwangerschaftsabbruch abgelehnt hatte. Ein anderer Mann hatte diesen stattdessen vorgenommen, ohne sachgemäß vorgegangen zu sein. Nun liegt Lucies Freundin im Sterben. Lucie weiß auch, wer der Kurpfuscher war: Ausgerechnet Dr. Greber! Daraufhin konfrontiert ihn Schäfer mit seiner Untat und verlangt von ihm, dass er augenblicklich das Land verlässt. Über Lucie hat auch Evelyn erfahren, was Greber angerichtet hat und will ihn mit ihrem Wissen in seiner Wohnung konfrontieren. Doch der skrupellose „Mediziner“ vergeht sich an Evelyn und flieht anschließend. Die Vergewaltigte läuft daraufhin zu ihrem Ex-Verlobten und bittet um Hilfe. Dr. Schäfer verspricht ihr, den Eingriff fachmännisch vorzunehmen. Anschließend informiert Dr. Schäfer Prof. Hausen von den Vorgängen. Dieser gibt sich reuevoll und kann nunmehr Schäfers Position in Sachen Schwangerschaftsabbruch verstehen.

## Produktionsnotizen
Frauenarzt Dr. Schäfer entstand zum Jahresbeginn 1928. Der Film passierte am 11. April 1928 die Zensur und wurde am 24. April 1928 in Berlins Capitol-Kino uraufgeführt. Der Film besaß sieben Akte, verteilt auf 2498 Meter, und wurde mit Jugendverbot belegt.
Max Heilbronner entwarf die Filmbauten, Kurt Heinz war Aufnahmeleiter.
Der Film wurde am 28. Oktober 2019 auf der Viennale wiederaufgeführt.

## Rezeption
Die Kritiken von damals und heute kamen zu komplett unterschiedlichen Urteilen. Nachfolgend drei Beispiele:

„Man darf ohne zu übertreiben sagen, daß dieser Film des Ehepaares Fleck der größte Schund ist, den es je zu sehen gab. […] Weder die Regie der Flecks, die wirr und uneinheitlich ist, noch das Manuskript von Jane Bess verdienen irgendeine kritische Besprechung.“

„Das Premierenpublikum nahm ihn [den Film] auch nicht ernst, sondern lachte oft aus sehr berechtigter Proteststimmung heraus.“

„Louise [sic!] Fleck präsentiert ihr Drama über die Unzeitgemäßheit restriktiver Abtreibungsgesetzgebung vor dem Hintergrund moderner urbaner Lebenswirklichkeit. Die Ernsthaftigkeit bleibt dennoch gewahrt, da Themen wie ungewollte Schwangerschaft, sexuelle Gewalt und die Konsequenzen unsachgemäß durchgeführter Abbrüche nicht nur an Nebenfiguren abgehandelt, sondern ins Zentrum der filmischen Erzählung gestellt werden.“